# John Byttner
John Ture Byttner, född 29 juli 1891 i Grava församling, Värmlands län, död 22 april 1951, var en svensk läkare. Han var far till Göran Byttner.
Byttner blev medicine kandidat vid Uppsala universitet 1914 och medicine licentiat vid Karolinska institutet i Stockholm 1919. Han blev provinsialläkare i Gammelstad 1921, kommunalfullmäktig i Nederluleå landskommun 1923, förste provinsialläkare i Norrbottens län 1926, medicinalråd och var chef för medicinalbyrån från 1930, blev ledamot av Norrbottens läns landstings förvaltningsutskott och Luleå lasarettsdirektion 1926. Han var sakkunnig åt socialvårdskommittén vid utredning om sjukkasseverksamhet 1938, ordförande i 1939 års stadsläkarutredning och i 1941 års barnmorskeutredning.